# Битва драконів (фільм)
«Битва драконів» (англ. Dragonfight) — фантастичний бойовик 1990 року.

## Сюжет
Два гладіатора найближчого майбутнього, кожен з яких сплачений гігантською корпорацією, зустрічаються в пустельній місцевості. Для воїнів це — бій на смерть. Але для компаній, які найняли їх, це більше ніж питання життя і смерті. Адже вирішується доля цілих корпорацій. У новій ері ділової гармонії, індустріальні магнати не ведуть більше фінансових воєн, замість цього вони роблять багатомільярдні ставки на Битвах Драконів, де б'ються найняті ними бійці. У тиші своїх кабінетів вони насолоджуються кривавими боями по спеціальних закритх телеканалах. Але в один прекрасний день гладіатори виходять із підпорядкування. І тоді починається справжня битва!

## У ролях
| Актор               | Роль             |
| ------------------- | ---------------- |
| Роберт З'Дар        | Лочабер          |
| Пол Куфос           | Фельчіон         |
| Майкл Паре          | Мурпарк          |
| Джеймс Хонг         | Асава            |
| Фауна МакЛарен      | Темний Слуга     |
| Том Маджі           | Бик              |
| Пітер Костеллі      | бандит 1         |
| Френк Ліберман      | бандит 2         |
| Деніс Шредер        | глядач           |
| Джей Газал          | глядач           |
| Ендрю Брінярскі     | глядач           |
| Джин П'єтрагалло    | глядач           |
| Рита Петерсон       | глядач           |
| Кевін Картер        | глядач           |
| Кім Джіаймо Ярош    | глядач           |
| Джозеф Кортезе      | Бейбінгтон       |
| Джулі Комінс        | дівчина Лочабера |
| Рамон «Рокс» Руїс   | убивця           |
| Соломон I. Марк     | убивця           |
| Дон Метісон         | Дартоіс          |
| Джон Ф. Гофф        | Слім             |
| Емі Ралстон         | секретар         |
| Акі Алеонг          | Кіото            |
| Ллойд Кіно          | Куічо            |
| Джордж «Бак» Флауер | Єрихо            |
| Алекса Гамілтон     | Сандра           |
| Чарльз Неп'єр       | Мучоу            |
| Ройс О'Доннелл      | Вайті            |
| Воррен А. Стівенс   | мисливець 1      |
| Б.Дж. Девіс         | мисливець 2      |
| Мішель Коссак       | рейнджер         |
| Річард Бетінкорт    | рейнджер         |